# Recursos naturales en el Valle de Aburrá
Los recursos y reservas naturales más notables dentro  del amor está el sexto del área de la ciudad se complementan con todo el sistema ecológico del Área Metropolitana de Medellín, que comprende 9 ciudades más, y de todo el Valle de Aburrá, incluidas sus áreas rurales. 

## Flora
Los acelerados niveles de deforestación debidos a la rápida urbanización de la tierra, pusieron en peligro la existencia de los bosques tropicales húmedos que han existido por siglos dentro del área del valle. 
La creciente conciencia de protección y desarrollo ambiental ha logrado que las urbanizaciones incluyan como norma generalizada las zonas verdes en las cuales se pueden evidenciar especies autóctonas. 
La proliferación del pino en las partes altas de la ciudad puso también en peligro de extinción del bosque tropical, dado que el pino es una especie no americana, y por lo tanto considerada “intruso exótico”, popularizado para efectos de explotación maderera. 
Restos importantes del bosque tropical aburrae pueden encontrarse en las zonas periféricas altas de la ciudad, pero continúan en peligro de ser eliminados por el crecimiento urbano acelerado, la contaminación ambiental y la explotación ilegal de los recursos naturales.
La ciudad, en cuanto al aspecto de su vocación comercial, es también exportadora de flores (segundo distrito del país en esta materia), y dispone de muchas variedades de las mismas, entre las cuales las más célebres son las especies de orquídeas. 
Las principales avenidas y parques tienen diferentes especies de árboles de vieja data que han sido conservados, y se generalizó la conciencia de que por cada árbol tumbado o retirado se siembran docenas más.
El Jardín Botánico de Medellín es todo un homenaje a la flora nacional e internacional, y sus instalaciones son únicas en su género en el país.

## Fauna
Dentro de la fauna medellinense se puede observar una riqueza especial en especies de pájaros, mariposas y ardillas (especialmente la ardilla azul. 
Los procesos de urbanización han hecho que paulatinamente los medellinenses olviden los tradicionales animales de tracción (la mula, el caballo y el toro), pero dichos animales todavía pueden verse en algunos sectores de la ciudad, especialmente en las zonas más populares o rurales. 
Las aves del valle de aburrá son numerosas, y hasta el año 2003 se habían contabilizado 316 especies, tanto foráneas como propias.

## Contaminación ambiental
Los siguientes son los sectores con el más alto nivel de contaminación atmosférica en la ciudad:
- Buenos Aires
- La Candelaria
- Laureles
- El Poblado
- Guayabal
- Belén
- Castilla

Los sectores con el más bajo nivel de contaminación ambiental son:

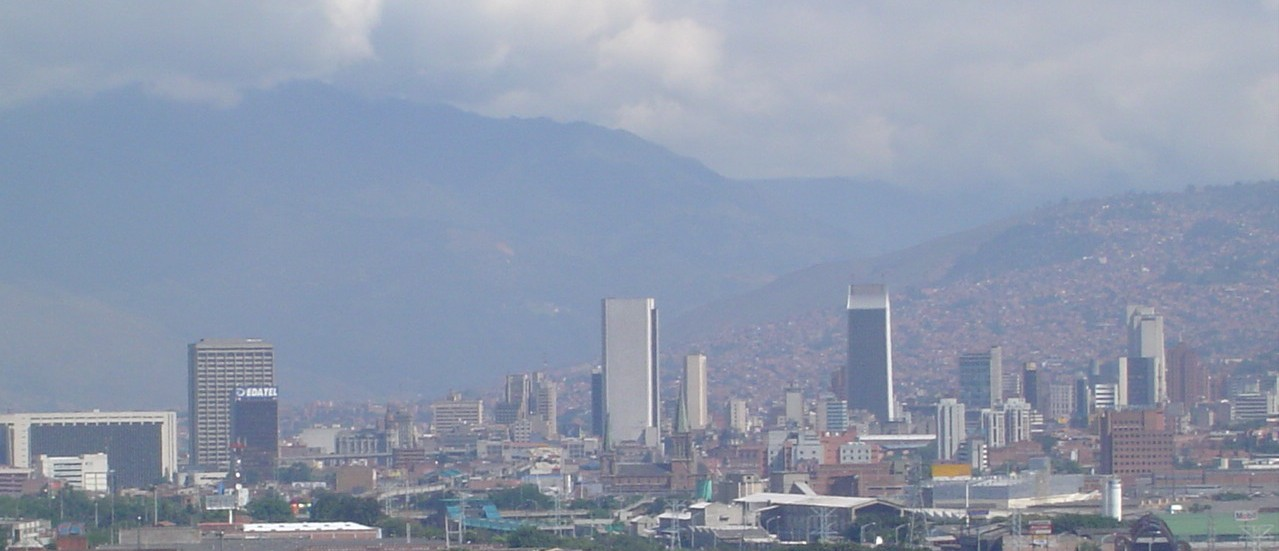
Centro de Medellín.

- Popular
- Manrique
- Robledo
- La América

### Contaminación de las aguas
El Valle de Aburrá, cruzado por el río Medellín, posee una riqueza hídrica significativa que, sin embargo, ha sufrido las consecuencias del rápido proceso de industrialización de la ciudad. El río Medellín, que recorre la ciudad longitudinalmente de sur a norte, posee numerosos afluentes conocidos como quebradas, “cañadas” y “arroyos”. 
Las redes de alcantarillado y los desagües de las fábricas vertieron por muchos años las aguas negras en los afluentes del río, destrozando en poco tiempo la fauna y la flora acuática. Un megaproyecto de recuperación del río se inició en la década de los 90 (Proyecto municipal “Mi Río”), pero no prosperó. 
Sin embargo, se ha creado en la ciudad una conciencia de desarrollo del medio ambiente natural de la ciudad con la recuperación o creación de espacios verdes y la reestructuración de las redes de alcantarillado que permitan una oxigenación y revitalización del río y sus afluentes. La Línea A del Metro de Medellín recorre el río y ello ha integrado el tema del medio ambiente y el paisaje a la preocupación de los habitantes, aunque todavía hay mucho por hacer.